# Vuelo 498 de Crossair
El Vuelo LX498 de Crossair (OACI:CLX498) fue un vuelo comercial desde Zúrich, Suiza, hacia Dresde, Alemania, que se estrelló 2 minutos después del despegue en el municipio suizo de Niederhasli, el 10 de enero de 2000. Los 7 pasajeros y 3 tripulantes a bordo del Saab 340 murieron en el impacto. Fue el primer accidente mortal de la línea aérea regional suiza Crossair en sus 25 años de historia.

## Antecedentes
El Saab 340B de 9 años y 3 meses, avión con 33 asientos utilizado para el vuelo LX498 de Crossair había sido arrendado a Crossair por Moldavian Airlines desde el 1 de octubre de 1999. El avión estaba programado para salir del aeropuerto de Zúrich (Suiza) el lunes 10 de enero de 2000, en torno al 6:00 p. m. y llegaría al Aeropuerto de Dresde (Alemania) a las pocas horas. El frío, el clima lluvioso era normal para la zona, que no había indicios de que algo andaba mal con la aeronave y, a pesar de que avión tenía 24.000 horas volando desde su entrega en noviembre de 1990, este avión tenía un muy buen historial de seguridad. El piloto tenía 8.100 horas de tiempo de vuelo, con 1900 en el Saab 340 y el copiloto tenían cerca de 1.800 horas y 1.100 horas en el Saab 340. El avión no transportaba ninguna carga inusual como carga o correo y el avión no se debió a su próximo chequeo regular de mantenimiento hasta dentro de 21 días, el 31 de enero de 2000.

## Evento
Después de que los 7 pasajeros y 3 tripulantes embarcaran, el avión fue autorizado a despegar a tiempo a las 5:55 p. m. (1755 GMT). El avión partió de la pista 28 hacia el oeste. Desde el despegue, el avión subió normalmente. Pero después de 7,2 kilómetros (4,5 millas) el avión de repente comenzó a perder altura y girar a la derecha en lugar de seguir la trayectoria de vuelo por la izquierda. Cuando los controladores aéreos preguntaron al piloto si tenía la intención de girar a la derecha, fueron respondidos con un "Stand by", seguido por una pérdida de contacto por radio.
A 18:05 (18:05 GMT), a un minuto 56 segundos de vuelo, el avión desapareció de las pantallas de radar. Las autoridades posteriormente se determinaron que el avión cayó en una curva a la derecha antes de desaparecer de los radares. Restos en llamas se dispersaron por 200 a 300 metros cerca de las casas en Niederhasli, a unos 5 kilómetros (3 millas) al noroeste de la pista de aterrizaje en el aeropuerto de Zúrich. Los datos de vuelo y las grabadoras de voz de cabina fueron recuperadas de la escena del accidente, ambas muy dañado.

## Partes involucradas
4 de los pasajeros eran alemanes - Steffen Braun, de 36 años, Klaus Friedrich, de 48 años, Matthias Morche, 22 años, y Peter Schmidt, de 31 años. Los otros eran un francés , Pascal Rol, de 43 años, un suizo, Heinz Hoefler, de 61 años, y un español, el joven vallisoletano José Jaime Ara San José, de 24 años. Ara era estudiante de ingeniería Química y viajaba de Zúrich a Dresde (Alemania) para proseguir con su proyecto fin de carrera y que estaba realizando en esa localidad alemana, gracias a una beca Erasmus-Sócrates. La tripulación de 3 personas estaba compuesto por un piloto moldavo Pavel Gruzin, un copiloto eslovaco Rastislav Kolesar y una azafata francesa, Séverine Jabrin. No hubo sobrevivientes.
En ese momento, Crossair era una subsidiaria de propiedad mayoritaria de SAirGroup. El accidente del Vuelo LX498 de Crossair fue el primero en los 25 años de historia de Crossair, en que la aerolínea regional había perdido un avión, y fue el accidente más mortífero que golpeó el SAirGroup desde el accidente del Vuelo 111 de Swissair, un MD-11 que volaba desde Nueva York a Ginebra, que se estrelló en el Océano Atlántico, frente a las costas de Nueva Escocia, el 2 de septiembre de 1998, matando a todos a bordo 229.
En ese momento, Crossair operaba 17 Saab 340, pero con el tiempo integraron gradualmente Embraer ERJ-145, jets regionales, a la flota. El accidente se produjo en medio de un conflicto laboral amargo entre Crossair y sus pilotos, por un aumento de sueldo y cambiar las reglas. El sindicato de pilotos había cancelado llegar a acuerdos con Crossair en diciembre de 1999, con un cese efectivo en el verano de 2000. Además, y antes del accidente, 2 pilotos de Crossair dijeron a los medios suizos que algunos pilotos extranjeros empleados por Crossair representan un riesgo de seguridad debido a un conocimiento insuficiente del Inglés. Estos 2 pilotos fueron despedidos por Crossair, pero luego fueron elegidos para encabezar el sindicato de pilotos, el "CCP" por sus siglas en inglés. La tripulación del vuelo LX498 consistían en un capitán de Moldavia y un copiloto de Eslovaquia. Una investigación del accidente reveló más tarde que el piloto y el copiloto Gruzin Kolesar sólo fueron capaces de comunicarse entre sí en Inglés, pero la capacidad de Gruzin de hablar Inglés era demasiado limitada para tener más de una conversación básica.
Después del accidente, tanto Crossair y CCP, incluyendo a los pilotos que habían hablado previamente a los medios de comunicación y habían sido despedidos, declaró públicamente que la coincidencia entre el accidente y la disputa fue muy lamentable y que los informes sobre un error del piloto que está involucrado en el accidente eran especulaciones, aunque esta conclusión se estableció más tarde a ser la causa probable del accidente.

## Explicación oficial

### Antecedentes
El Saab 340 es ampliamente utilizado en Estados Unidos, Australia y en otros lugares como un avión de pasajeros. antes de la pérdida del control del vuelo LX498 de Crossair, había sólo 4 accidentes en todo el mundo de los 400 aviones Saab 340 desde 1984 y solamente 2 de las pérdidas de control. Las 2 pérdidas de control fueron en 1994, cuando un accidente de KLM Cityhopper mató a 3 en los Países Bajos y un accidente en 1998 de Formosa Airlines mató a 13 en Taiwán.
Un examen del cuerpo del piloto Pavel Gruzin reveló rastros del tranquilizante Phenazepam en su tejido muscular. Los examinadores también encontraron un paquete abierto de la droga de fabricación rusa en el equipaje perteneciente a Gruzin.

### Causas
De acuerdo con el informe de la investigación suiza de la Oficina de Investigación de Accidentes de Aeronaves, el accidente se debió a la pérdida del control de la tripulación por las siguientes razones:
- La tripulación reaccionó inapropiadamente cuando se autorizó la salida por el ATC.
- El copiloto hizo una entrada sin que se indicará que lo hiciera por el comandante, que se refiere a la modificación del SID ZUE 1Y normalizada por instrumentos. Al hacerlo, él omitió seleccionar una dirección.
- El comandante prescindió del uso del piloto automático en condiciones de vuelo por instrumentos y durante la fase de ascenso inicial, una intensa labor del vuelo.
- El comandante tomó el avión en picado en espiral hacia la derecha, ya que, con una probabilidad rayana en la certeza, que había perdido la orientación espacial.
- El primer oficial tomó sólo medidas adecuadas para prevenir o recuperarse de la barrena.

Según este mismo informe de la investigación, los siguientes factores pueden haber contribuido al accidente:
- El comandante se mantuvo firme en la forma unilateral las percepciones que sugerían un giro a la izquierda dirección a él.
- En la interpretación de los instrumentos indicadores de actitud en situaciones de estrés, el comandante recurrió a un patrón de reacción (heurística) que había aprendido antes.
- La capacidad del comandante para el análisis y la evaluación crítica de la situación se limita posiblemente como resultado de los efectos de la medicación.
- Después del cambio de la salida normalizada por instrumentos SID ZUE 1Y la tripulación establecer prioridades inapropiadas para sus tareas y su concentración seguía siendo unilateral.
- El comandante no estaba familiarizado sistemáticamente por Crossair con las características específicas de los sistemas occidentales y los procedimientos de cabina.

El informe de fallos del gobierno no menciona la actividad celular como causa primaria del accidente y en su lugar lo atribuye a un error del piloto. Inmediatamente después del accidente se produjo una noticia diciendo los investigadores estaban estudiando la posibilidad de que el uso del teléfono móvil puede estar detrás del accidente.